# Jetconnect
捷连航空是以紐西蘭奧克蘭為基地的航空公司，是澳洲航空的子公司。捷连航空於2002年7月成立，並於同年10月開始運作。捷连航空使用澳航的品牌主要營運紐西蘭及澳洲之間的航線。捷连航空的職員以紐西蘭為基地，而所有的飛機均在紐西蘭註冊。Jetconnect亦有營運紐西蘭的國內航線直至2009年6月10日由澳航另一間子公司捷星航空接辦這些航線。

## 機隊

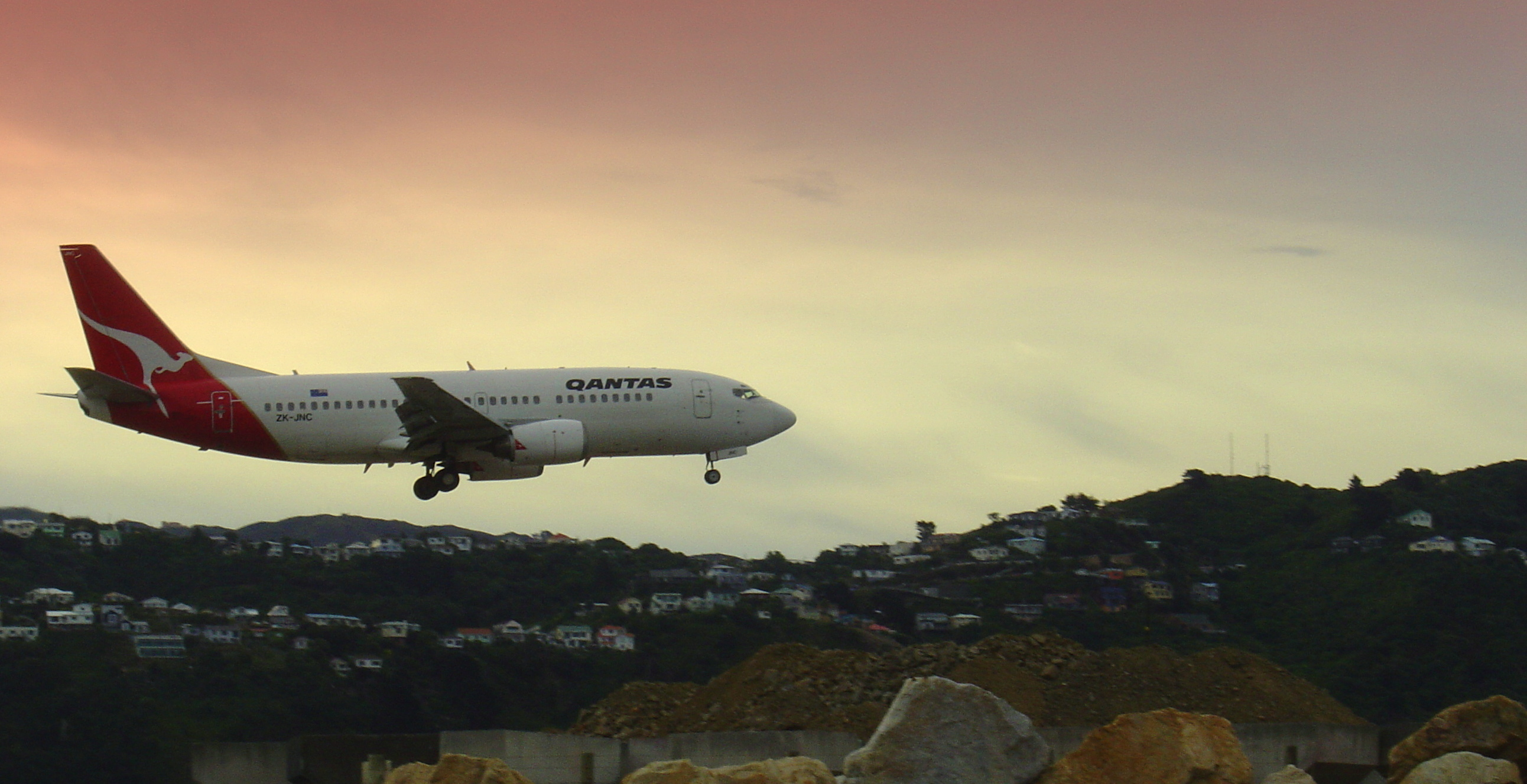
正在準備降落威靈頓國際機場的捷连航空波音737-800。捷连航空機隊的塗裝大致與澳航相同，但機身上沒有澳航的口號「Spirit of Australia」。

截至2018年11月，JetConnect機隊均已轉移至澳航

### 已退役
JetConnect過去曾使用的波音737系列
- 5架波音737-300 (2002-2009)
- 3架波音737-400 (2006-2011)
- ?架波音737-800 (2009-2018)

## 外部連結
- 澳洲航空 （页面存档备份，存于）（Jetconnect無獨立網站）